# Ulli Lommel
Ulrich Manfred Lommel, onegut com Ulli Lommel (Zielenzig, 21 de desembre de 1944 - Stuttgart, 2 de desembre de 2017) va ser un actor, director de cinema, guionista i productor alemany. És conegut per la seva associació al moviment nou cinema alemany i les seves diverses col·laboracions amb el cineasta Rainer Werner Fassbinder. Des de 1977 va residir i va treballar als Estats Units, on va col·laborar amb l'artista Andy Warhol en The Factory i va dirigir desenes de pel·lícules de terror de baix pressupost.

## Biografia

### Naixement
Va néixer el 21 de desembre de 1944 en Zielenzig, Oststenberg, Alemanya. Fill de Ludwig Manfred Lommel i Karla Kerchensteiner. El 2 de maig de 1945 Zielenzig va ser presa per l'Exèrcit Roig, que va destruir prop de la meitat de la ciutat. La família Lommel va abandonar Zielenzig, que després de la II Guerra Mundial va passar a pertànyer a Polònia.

### Joventut
Quan vivia a Bad Nauheim, l’adolescent Lommel va conèixer al cantant Elvis Presley, que realitzava el servei militar a Alemanya Occidental.

### Carrera
A principis de la dècada de 1960 va actuar en algunes produccions televisives alemanyes i va aparèixer en la portada de la revista Bravo. Una de les seves primeres pel·lícules és Fanny Hill, de Russ Meyer. En 1967 es va traslladar a Múnic i va començar la seva relació amb el moviment nou cinema alemany. Va actuar en el primer llargmetratge dirigit per Rainer Werner Fassbinder Liebe ist kälter als der Tod (1969), presentada al 19è Festival Internacional de Cinema de Berlín. En la dècada de 1970 va continuar col·laborant amb Fassbinder i va començar a dirigir. Whitey, western rodat a Almeria en 1970, dirigit per Fassbinder i protagonitzat per Lommel, va obtenir diversos premis a Alemanya. En 1970 també va actuar en Con la música a otra parte, coproducció hispà-alemanya dirigida per Fernando Merino i protagonitzada per Trini Alonso, Mara Cruz i Dyanik Zurakowska. ommel va interpretar a un compositor alemany confós a Espanya amb un contrabandista de diamants. El 1976, Lommel, Anna Karina, Margit Carstensen i Brigitte Mira protagonitzaren Chinesisches Roulette, coproducció dirigida per Fassbinder.
La seva segona pel·lícula com a director, Die Zärtlichkeit der woelfe (1973), que va ser produïda per Fassbinder, és un drama sobre els assassinats comesos per Fritz Haarmann. Els crims de Haarmann també van inspirar la pel·lícula de Fritz Lang M, un assassí entre nosaltres. La pel·lícula va competir per l'Os d'Or al Festival de Berlín. La seva projecció al Festival de Chicago va atreure l'atenció de l'artista Andy Warhol. Lommel es va traslladar als Estats Units en 1977 i va col·laborar amb Warhol en diverses pel·lícules i treballs artístics. En 1979 va escriure i va dirigir Cocaine Cowboys, amb Jack Palance i Andy Warhol.

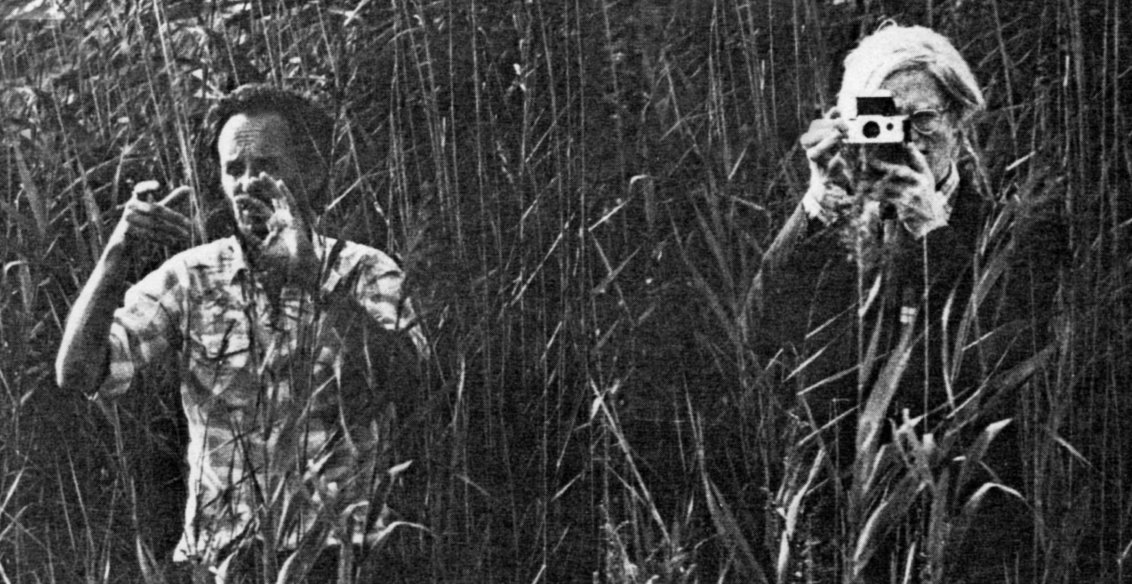
Ulli Lommel (esquerra) i Andy Warhol al set de Cocaine Cowboys.

Després de la seva arribada als Estats Units Lommel va escriure i va dirigir desenes de pel·lícules de terror de baix pressupost. Probablement la seva pel·lícula més coneguda és The Boogeyman (1980). Els protagonistes són Lacey i el seu germà (Suzanna Love i Ron James), que s'enfronten al fantasma del nuvi de la seva mare, l'ànima de la qual ha quedat empresonada en un mirall. The Boogeyman va ser un èxit comercial, li van seguir dues seqüeles i una sèrie de televisió titulada Boogeyman Chronicles. Lommel va interpretar a Mickey Lombard en la seqüela "Boogeyman II" (1983); Suzanna Love, esposa de Lommel, va tornar a interpretar a Lacey. En 1986 va dirigir al polèmic actor alemany Klaus Kinski a Revenge of the Stolen Stars. En 2004 va dirigir les pel·lícules Zombi Nation i Daniel der Zauderer. A The Tomb, pel·lícula de 2007, va adaptar una obra de l'autor H. P. Lovecraft.
Entre 2005 i 2010 va escriure i va dirigir una sèrie de pel·lícules de terror de baix pressupost, basades en crims reals i distribuïdes en DVD als Estats Units per Lions Gate Entertainment. La primera és Zodiac Killer (2005). A Green River Killer (2005), pel·lícula basada en els crims de l'assassí en sèrie Gary Ridgway, li van seguir BTK Killer (2005) i Killer Pickton (2005), que no va ser distribuïda a Amèrica del Nord per problemes legals. Black Dahlia és una producció de 2006 inspirada en l'assassinat sense resoldre de Elizabeth Short. Són of Sam (2008) està inspirada en els assassinats comesos per David Berkowitz. En 2009 Lommel va dirigir una pel·lícula directament per a DVD titulada Nighstalker, amb Adolph Cortez en el paper de l'assassí en sèrie Richard Ramírez. D. C. Sniper (2010), protagonitzada per Ken Foree, s'inspira en els tirotejos esdevinguts en la capital estatunidenca i els seus voltants.
Lommel és un dels narradors de This is America, documental que mostra el costat més desenfrenada dels Estats Units.

### Família
Lommel es va casar en 1978 amb l'actriu novaiorquesa Suzanna Love, protagonista de The Boogey Man (1980), Boogeyman II (1983), Olivia (1983) i altres pel·lícules del director alemany. Lommel i Love es van divorciar en 1987. En 1988 es va casar per segona vegada amb Cookie Lommel.

### Defunció
Ulli Lommel va morir per una aturada cardíaca el 2 de desembre de 2017, als 72 anys.

## Filmografia

### Director
- 1971 : Haytabo amb Eddie Constantine i Barbara Constantine
- 1973 : Die Zärtlichkeit der Wölfe amb Kurt Raab,
- 1974 : Jodeln is ka Sünd
- 1974 : Wachtmeister Rahn
- 1975 : Der zweite Frühling amb Curd Jürgens, Eddie Constantine
- 1977 : Adolf und Marlene amb Kurt Raab, Margit Carstensen
- 1978 : Ausgerechnet Bananen amb Anna Karina
- 1979 : Cocaine Cowboys amb Jack Palance & Andy Warhol
- 1980 : The Boogey Man amb John Carradine
- 1980 : Blank Generation amb Carole Bouquet
- 1983 : The Devonsville Terror amb Donald Pleasence, Robert Walker Jr.
- 1983 : BrainWaves (Shadow of Death) amb Keir Dullea, Tony Curtis, Vera Miles
- 1983 : Boogeyman II
- 1983 : Mad Night (Olivia) amb Robert Walker Jr.
- 1984 : Strangers in Paradise (The Hypnotist)
- 1985 : I.F.O. : Identified Flying Object
- 1985 : Revenge of the Stolen Stars amb Klaus Kinski
- 1986 : Overkill
- 1987 : Heaven and Earth (Reagan's Children)
- 1989 : A Smile in the Dark, amb Helen Shaver
- 1989 : Cold Heat, amb John Phillip Law, Britt Ekland
- 1989 : Top Gun Sacrifice (Warbirds)
- 1991 : The Big Sweat amb Robert Z'dar, Ken Letner
- 1994 : Return of the Boogeyman (Boogeyman 3)
- 1994 : Marilyn, My Love amb Rosa Castro André
- 1995 : Star Witness, (TV) amb Ron Gilbert
- 1996 : Eva Braun: Her Life with Adolf Hitler
- 1996 : Every Minute Is Goodbye, amb David Alan Graf, Karen Black
- 1996 : Lethal Orbit, (TV) amb Casper Van Dien
- 1997 : Alien X Factor, amb Tony Curtis
- 1998 : Bloodsuckers
- 2000 : Danny and Max
- 2002 : September Song
- 2004 : Zombie Nation
- 2004 : Daniel - Der Zauberer, (Daniel the Wizard) amb Daniel Küblböck
- 2005 : Killer Pickton
- 2005 : Green River Killer
- 2005 : B.T.K. Killer
- 2005 : Zodiac Killer, amb Todd Jensen, Vladimir Maksic
- 2006 : The Raven
- 2006 : Black Dahlia amb Elissa Dowling
- 2006 : Cannibal (Diary of a Cannibal) amb Danielle Petty
- 2007 : Borderline Cult
- 2007 : Curse of the Zodiac
- 2007 : The Tomb (HP Lovecraft's The Tomb)
- 2008 : Son of Sam
- 2008 : Dungeon Girl

### Actor
- 1969 : Liebe ist kälter als der Tod de Rainer Werner Fassbinder : Bruno
- 1970 : Anglia de Werner Schroeter (TV)
- 1970 : Der amerikanische Soldat de Rainer Werner Fassbinder
- 1971 : Rio das Mortes de Rainer Werner Fassbinder (TV)
- 1971 : Whity de Rainer Werner Fassbinder
- 1971 : Warnung vor einer heiligen Nutte de Rainer Werner Fassbinder
- 1972 : Bremer Freiheit de Rainer Werner Fassbinder (TV)
- 1972 : La Mala ordina de Fernando Di Leo
- 1973 : Welt am Draht de Rainer Werner Fassbinder (TV)
- 1974 : Nora Helmer de Rainer Werner Fassbinder (TV)
- 1974 : Effi Briest de Rainer Werner Fassbinder : major Crampas
- 1976 : Chinesisches Roulette de Rainer Werner Fassbinder
- 1976 : Satansbraten de Rainer Werner Fassbinder
- 1976 : Schatten der Engel de Daniel Schmid
- 1977 : Adolf und Marlene : Joseph Goebbels
- 1980 : Ausgerechnet Bananen (Monkey Business) : Max
- 1983 : Olivia (Prozzie)
- 1992 : Zwischensaison
- 1992 : Sex Crimes de Gregory Alosio
- 1996 : Lethal Orbit (TV) : Max Braun
- 2002 : September Song : Valentin Reiner
- 2002 : Bloodsuckers : Angelo/Santano
- 2002 : Every Minute Is Goodbye : Teddy
- 2004 : Zombie Nation : Plantilla:Dr Melnitz
- 2004 : Daniel - Der Zauberer : Johannes Küblböck
- 2005 : Green River Killer
- 2005 : Zodiac Killer : Simon Vale
- 2006 : The Raven
- 2006 : Black Dahlia
- 2007 : Curse of the Zodiac
- 2008 : Son of Sam
- 2008 : Dungeon Girl